# Serguéi Zalyguin
Serguéi Pávlovich Zalyguin (Сергей Павлович Залыгин, 6 de diciembre de 1913 - 19 de abril de 2000, Moscú) fue un escritor e ingeniero ruso. 
Nacido en la aldea Durásovka cerca de Sterlitamak, en la ahora República de Bashkortostán, estudió en Omsk. Durante la Gran Guerra Patria Zalyguin fue hidrólogo en Siberia. Zalyguin comenzó a publicar sus cuentos en 1941. 
Forma parte del grupo de sedicentes "escritores de aldea" (“póchvenniki”), el cantador de Siberia, de carácter ruso con un tratamiento cuidadoso de la naturaleza y coexistencia armoniosa con plantas silvestres y animales. Sus obras tratan sobre los cambios de Siberia durante sus años de la guerra civil y el proceso de colectivización. Fue el redactor jefe de la revista literaria Novy Mir (Mundo Nuevo) desde el año 1986 al 1998. Durante este período publicó en la revista la famosa novela Doctor Zhivago de Borís Pasternak y de otros escritores prohibidos, incluyendo a Vladímir Nabókov, Joseph Brodsky y Aleksandr Solzhenitsyn (Archipiélago Gulag).
Serguéi Zalyguin fue galardonado con el Premio Estatal de la URSS por su novela mayor "El barranco salino" (Soliónaia pad, 1967). En 1988 le fue concedido el Héroe del Trabajo Socialista. Durante muchos años Serguéi Zalíguin enseñaba en el Instituto de Literatura Maksim Gorki de Moscú. Llegó a ser diputado en el Congreso de los Diputados populares de la URSS en 1989-1991. Fue académico de la Academia de las Ciencias de la URSS desde 1991. En 1992, fue elegido académico de la Academia de Ciencias de Nueva York.
Escribió también algunas novelas cortas juveniles, notas de viaje (incluso notas de viaje por China de 1958) y numerosos ensayos literarios.

## Obras escogidas
- Observadores (1956)
- Los senderos del Altái (1962)
- Panqueques (cuentos, 1963)
- A orillas del Irtysh (1964)
- El barranco salino (1967)
- La comisión (1975)
- Tormenta en Siberia (1977)
- Después de la tempestad (1980 - 1985)
- La variante de la América del Sur (1973)
- Personas con el mismo apellido (1995)
- Libertad de elección {1996)